# Lázaro Cárdenas (Tlaxcala)
Lázaro Cárdenas è un comune del Messico, situato nello stato di Tlaxcala.
Il paese deve il suo nome a Lázaro Cárdenas del Río, presidente del Messico.